# Castello marchesale
Il Castello marchesale è sito a Palmoli, in provincia di Chieti.
Il castello venne costruito dai Pandulfo-Di Sangro dei Conti di Monteodorisio. 
Nel 1095, mentre il palazzo marchesale risale al XV secolo e la cappella di San Carlo al 1772 costruito dal marchese Severino di Gagliati.
Recenti scavi archeologici hanno portato alla luce dei resti di ceramica invetriata dell'XI secolo emersi perlopiù nell'intercapedine posta tra la torre circolare vecchia e la torre poligonale.

## Descrizione
Il castello è posto nel quartiere nord del paese chiamato Le Coste a difesa del fiume Treste. Il maniero consta di una torre di forma dodecagonale forse di origine cinquecentesca che ha inglobato una torre circolare, il palazzo dei Severino-Longo e la chiesa di San Carlo Borromeo. Fino agli inizi del XX secolo vi era anche una torre detta il "Torrione" provvista di muri verticali privi di scarpa. Un giardino interno al castello è munito di casematte per la difesa del palazzo marchesale. Il materiale prevalente per la costruzione è la pietra calcarea locale e talora ben squadrata (nei cantonali d'angolo o negli archi di sostegno. Per i cornicioni viene usato il laterizio (mattoni e coppo disposti su file e sporgenti sulla facciata. I ballatoi dei balconi sono realizzati in pietra calcarea più compatta detta pietra d'Istria. Sparsi qua e là si possono ammirare degli elementi architettonici in arenaria di colore grigio-verdastro come nel palazzo marchesale. Delle indagini hanno portato alla luce delle mura urbane ed un condotto idrico in mattoni limitrofo alla scarpa del lato sud del torrione poligonale.

## Museo della civiltà contadina e dei castelli abbandonati del Vastese
Il museo è sito in un'ala del castello. La collezione comprende una mostra di reperti archeologici. Nel 2007 è stata allestita la sezione etnografica.